# ديبورا باترفيلد
ديبورا باترفيلد (بالإنجليزية: Deborah Butterfield)‏ هي نحّاتة أمريكية، ولدت في 7 مايو 1949 في سان دييغو في الولايات المتحدة.

## وصلات خارجية
- ديبورا باترفيلد على موقع الموسوعة البريطانية (الإنجليزية)